# Deficiência de magnésio
Deficiência de magnésio ou Hipomagnesemia é uma deficiência nutricional caracterizada por níveis sanguíneos (séricos) de magnésio estão abaixo de 0.75 mmol/L. Diversos órgãos do corpo, especialmente o coração, músculos e rins, precisam de magnésio. Mais importante, participa como co-fator de mais de 300 reações enzimáticas, contribuindo para a produção de energia e ajudando a regular os níveis de cálcio, cobre, zinco, potássio e vitamina D no corpo. Também é importante na composição de dentes e ossos.

## Causas
Raramente é causada por dieta pobre, pois pode ser encontrada em diversos grãos, frutas e verduras. É mais comum ser consequência de má-absorção ou excesso de excreção causado por medicamento, infecções ou doenças gastrointestinais.
Medicamentos
- Uso prolongado de antibióticos aminoglicosídeos;
- Uso prolongado de inibidor de bomba de prótons;
- Uso de diuréticos;
- Uso de adrenérgicos;
- Uso de cisplatina;
- Uso de ciclosporina;

Doenças
- Alcoolismo;
- Diarreia crônica;
- Infarto agudo do miocárdio;
- Pancreatite;
- Diabetes mellitus;
- Síndrome de Bartter;
- Hiperaldesteronismo;
- Doenças gastrointestinais que envolvam hipersecreção como doença de Crohn e doença de Whipple;
- Doenças que causem má-absorção no duodeno.

Outras deficiências
- Deficiência de vitamina D ou de sol;
- Deficiência de selênio;
- Deficiência de vitamina B6;
- Deficiência de cálcio.

## Sinais e sintomas
Como magnésio tem função na produção de energia e nas enzimas, seus sintomas envolvem:
- Fraqueza (Astenia);
- Fadiga;
- Ansiedade;
- Espasmos musculares e câimbras;
- Dormência.

Complicações
- Convulsão;
- Infarto agudo do miocárdio;
- Arritmia cardíaca;
- Parada respiratória;
- Depressão nervosa;
- Asma;
- Osteoporose;
- Dor crônica.

## Diagnóstico
Em humanos, menos de 1% do magnésio está no sangue. A maioria está armazenada nos ossos e o resto em tecido conectivo. É esperado que o corpo contenha 21 a 28mg armazenados, portanto medir os níveis sanguíneos não é um método muito eficaz de detectar a deficiência. Logo, é importante fazer também exames do nível de cálcio e potássio no sangue e de magnésio na urina.

## Prevalência
Afeta cerca de 5% da população mundial, sendo mais comum entre pacientes com doenças endócrinas. Hipomagnesemia atinge 25 a 47% dos diabéticos, especialmente aqueles que não fazem controle glicêmico adequado. Dentre pacientes com síndrome metabólica 65,6% também apresentam hipomagnesemia.
Também é comum entre pacientes hospitalizados, atingindo 10 a 20% deles, especialmente pacientes de UTIs, onde chegam a 50-60%. Entre alcoolistas afeta 30 a 80% dependendo da gravidade do consumo.

## Tratamento
Suplementos em comprimidos ou injeções. Após corrigir o déficit é importante aumentar o consumo diário dos alimentos ricos em magnésio como grãos integrais, sementes e vegetais verde-escuros. Exemplos de boas fontes:
- Amêndoas;
- Amendoim;
- Castanha de caju;
- Soja;
- Cereal integral;
- Feijão;
- Espinafre.

É recomendado o consumo de 400 mg por dia para homens maiores de 14 anos e 310 mg por dia para mulheres, aumentando para 360mg durante a gravidez e lactância. Ao planejar uma dieta é importante lembrar que apenas 30-40% do magnésio contido nos alimentos é absorvido pelo corpo, sendo assim recomendado o consumo de 1g/dia para atingir as necessidades diárias.